# Belles courses de Liège
 (mars 2023).
Si vous disposez d'ouvrages ou d'articles de référence ou si vous connaissez des sites web de qualité traitant du thème abordé ici, merci de compléter l'article en donnant les références utiles à sa vérifiabilité et en les liant à la section « Notes et références ».
 (mars 2023).
Les Belles Courses de Liège, en Belgique, sont des compétitions de course à pied organisées par l'échevinat des sports de la ville et l'ASBL Bellescourses depuis [Quand ?]. Elles comportent des épreuves allant de 7 à 21 km organisée chaque année entre mai et décembre.